# Vérification de comptabilité
La vérification de comptabilité est une des procédures du contrôle fiscal et s'analyse comme l'examen sur place de la comptabilité (ou des documents qui en tiennent lieu) d'une entreprise.  Elle permet de contrôler l'exactitude et la sincérité des déclarations souscrites, et d'assurer éventuellement les rehaussements nécessaires ou de prononcer les dégrèvements justifiés.
En 2007, l’administration fiscale française a réalisé 52 292 opérations de contrôle fiscal externe, soit 7.04 milliards d'€ de droits nets et 3.49 milliards d'€ de pénalités. Le contrôle fiscal a pour but de sanctionner les comportements le plus frauduleux, consolider le civisme fiscal et recouvrer avec rapidité l'impôt éludé. Pour cela l'administration dispose d'un arsenal législatif important et notamment pour effectuer des vérifications de comptabilité.

## Le lieu
Extrait de l'article L.13 du livre des procédures fiscales : " Les agents de l'administration des impôts vérifient sur place, en suivant les règles prévues par le présent livre, la comptabilité des contribuables astreints à tenir et à présenter des documents comptables".
Afin de faciliter le dialogue entre le contribuable et le vérificateur, la loi prévoit que la vérification se déroule sur place, dans l'entreprise. L'examen des documents doit se dérouler au siège ou au principal établissement de l'entreprise vérifiée, lieu où la comptabilité doit être présentée.
L'examen peut se faire de façon exceptionnelle hors de l'entreprise, à la demande express du contribuable : soit dans les locaux du conseil juridique ou de l'expert comptable, soit dans les locaux de l'administration.

## Durée
La durée de la vérification sur place ne doit pas excéder trois mois pour les entreprises qui réalisent un chiffre d'affaires inférieur à 760 000 € pour l'achat revente et 230 000 € pour les prestataires de services.

## Modalités du contrôle
La vérification de comptabilité est précédée d'un envoi par l'administration d'un avis de vérification au siège de l'entreprise ainsi que d'une charte des droits et obligations du contribuable vérifié. L'avis annonce la vérification et les possibilités de se faire assister par un conseil.
Puis vient la première intervention qui est une première prise de contact avec le contribuable. Le vérificateur visite l'établissement et prend connaissance de l'organisation comptable de l'entreprise. L'historique de l'entreprise, l'organigramme, les liens juridiques, financiers et techniques sont discutés avec le dirigeant. Cette première visite permet de faire connaissance et d'établir un dialogue pour que le déroulement des interventions futures soit précisé.
Les autres interventions sont plus techniques et s'attachent à vérifier l'ensemble des documents comptables et juridiques de l'entreprise. 
Le débat oral et contradictoire est instauré tout au long des interventions et le vérificateur doit informer de ses investigations et de ses travaux. Il n'existe pas de nombre minimum ou maximum d'interventions mais généralement il ne peut y avoir moins de 3 ou 4 interventions et le temps limite le nombre d'interventions.
La dernière intervention sur place constitue la date d'achèvement de la vérification. À cette occasion le vérificateur doit informer le contribuable de la fin des interventions, exposer les points litigieux et donner la date approximative de l'envoi de la proposition de rectification.

## Suites des contrôles
Une fois la proposition de vérification reçue par le contribuable celui-ci a 30 jours pour faire ses observations par écrit. Ce délai (depuis le 1er janvier 2008) peut être prorogé sur demande du contribuable de 30 jours supplémentaires(ce délai ne s'applique pas en cas de graves irrégularités). L'administration a alors un délai de 60 jours (délai depuis janvier 2008) pour faire une réponse aux observations du contribuable. Le défaut de réponse du contribuable ou de l'administration vaut dans les deux cas acceptation.
Le contribuable peut une fois la réponse faite à ses observations par l'administration, formuler une saisine de la commission de conciliation ou des impôts directs dans les 30 jours. Il peut aussi saisir le supérieur hiérarchique du vérificateur, comme il est indiqué dans la charte du contribuable vérifié.

## Conséquences d'une vérification
Une fois la vérification faite et les recours épuisés la vérification est close pour l'administration fiscale qui procède à la mise en recouvrement. Le contribuable peut, si un différend persiste passer à une procédure de recours au Tribunal Administratif.
La conclusion de la vérification donne l'impossibilité de renouveler une vérification de comptabilité sur les mêmes périodes contrôlées. L'administration ne peut plus contrôler le contribuable sur les mêmes périodes, à l'exception d'agissements frauduleux au sens de l'article L 187 du LPF.